# Scelio javanicus
Scelio javanicus är en stekelart som beskrevs av Walter Karl Johann Roepke 1916. Scelio javanicus ingår i släktet Scelio och familjen Scelionidae. Inga underarter finns listade i Catalogue of Life.